# Chasavjurt
Chasavjurt (rusky Хасавю́рт, čečensky Хасу-Эвла – Chasu-elva) je město v Dagestánu v Ruské federaci. Leží ve vnitrozemí v západní části republiky nepříliš daleko od hranice s Čečenskem.
V roce 2021 zde žilo 143 394 obyvatel. Z velké části se jedná o přistěhovalce, kteří utekli z Čečenska během První a Druhé čečenské války. Díky uprchlíkům je dnes počet obyvatel oproti roku 1989, kdy bylo obyvatel jen zhruba 70 tisíc, více než dvojnásobný.

## Rodáci
- Elmadi Zajnajdijevič Žabrailov (*1965), zápasník